# Петропавлівка (Новомиколаївська селищна громада)
Петропа́влівка — село в Україні, у Новомиколаївській селищній громаді Запорізького району Запорізької області. Населення становить 112 осіб. До 2020 орган місцевого самоврядування — Підгірненська сільська рада.

## Географія
Село Петропавлівка знаходиться на лівому березі річки Солона, вище за течією на відстані 1,5 км розташоване село Родинське, на протилежному березі - село Підгірне. По селу протікає пересихаючий струмок з загатою. Поруч проходить автомобільна дорога Н15.

## Історія
7 (20) листопада 1917 року, відповідно до Третього Універсалу Української Центральної Ради, увійшло до складу Української Народної Республіки.
12 червня 2020 року, відповідно до Розпорядження Кабінету Міністрів України від № 713-р «Про визначення адміністративних центрів та затвердження територій територіальних громад Запорізької області», увійшло до складу Новомиколаївської селищної громади.
19 липня 2020 року, в результаті адміністративно-територіальної реформи та ліквідації Новомиколаївського району, село увійшло до складу Запорізького району.

## Населення

### Мова
Розподіл населення за рідною мовою за даними перепису 2001 року:
| Мова       | Кількість | Відсоток |
| ---------- | --------- | -------- |
| українська | 100       | 89.29%   |
| російська  | 12        | 10.71%   |
| Усього     | 112       | 100%     |